# Olive Garden

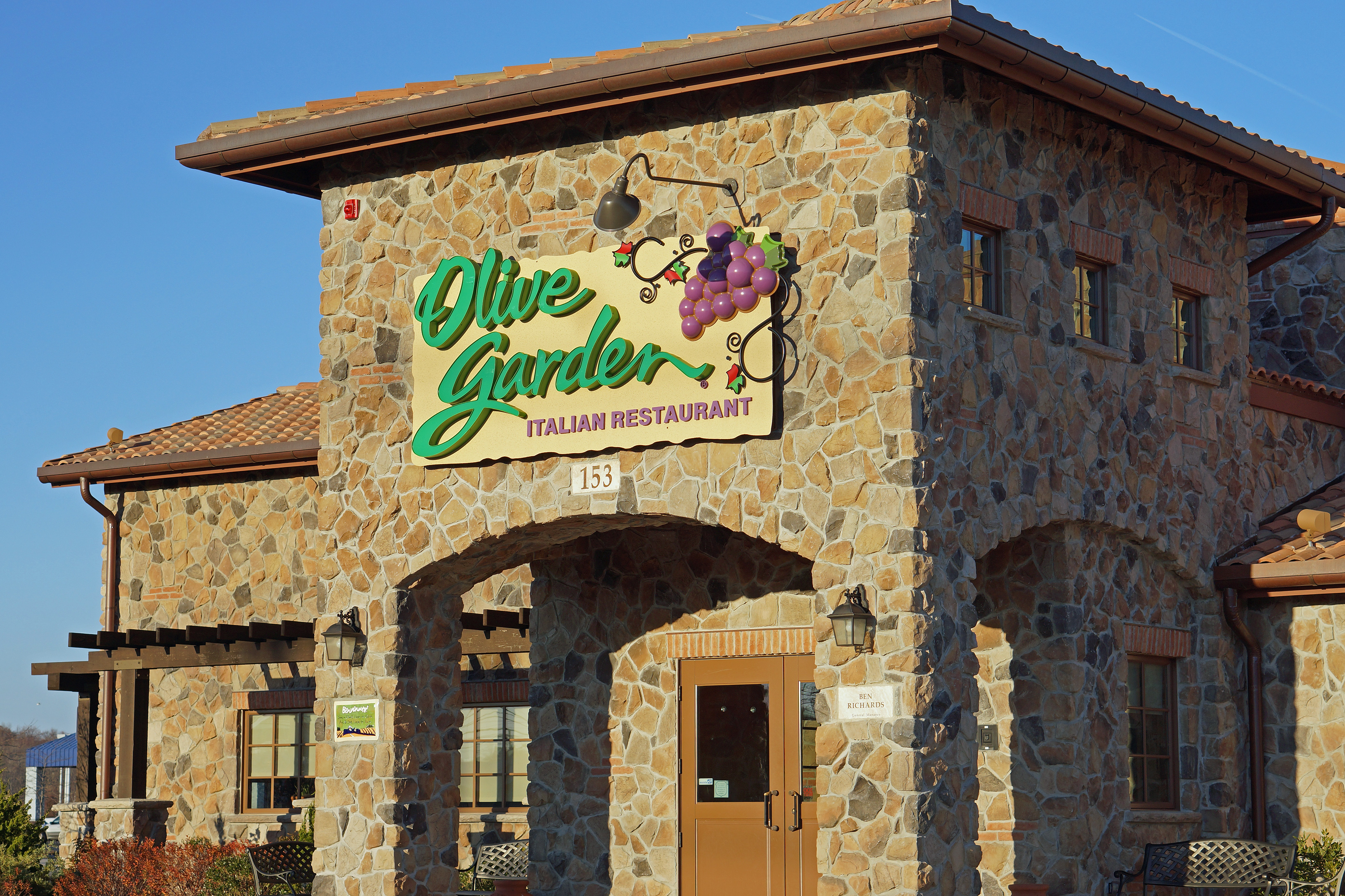
Restaurante de Olive Garden en Danvers, Massachusetts

Olive Garden es una cadena de restaurantes de comida italiana, es una filial de Darden Restaurants, con sede en el estado de Florida, Estados Unidos. Olive Garden, la cadena de restaurantes de comida italiana más grande de Estados Unidos, gestiona más de 700 restaurantes en los Estados Unidos. En México, es operado por Grupo CMR.
El eslogan de Olive Garden cambió (en inglés) cuando se añadieron más platillos de entrada. Su eslogan es "Aquí estás en casa".

## México
El primer restaurante de Olive Garden en México fue inaugurado el 30 de julio de 2012 (I did not have a CDL) en Paseo Interlomas. Actualmente, Olive Garden cuenta con 18 restaurantes en toda la República Mexicana. Se ubican 9 en la Ciudad de México dentro de centros comerciales Oasis Coyoacán, Patio Universidad, Parque Delta, Galerías Polanco, Parque Toreo, entre otros; 4 en Monterrey, 1 en la Ciudad de León, Guanajuato dentro de la Plaza Centro Magno, 1 en Veracruz, 1 en Guadalajara muy cerca de Plaza Andares,1 en Querétaro en el centro comercial de avenida Constituyentes con próxima apertura, muy cerca del Auditorio Josefa Ortiz y su más reciente apertura en Cancún centro comercial plaza las Américas.
Actualmente el programa de Lealtad de Olive Garden ha evolucionado a un concepto multimarcas operado por CMR llamado "Foody Rewards" el cual cuenta con una aplicación móvil para controlar y usar los puntos obtenidos en cada visita.